# Michael Jeffery
Philip Michael Jeffery (ur. 12 grudnia 1937 w Wilunie, zm. 18 grudnia 2020) – australijski generał dywizji (Major General), działacz państwowy, gubernator generalny Australii w latach 2003–2008.

## Życiorys
Zawodowy wojskowy, brał udział w wojnie w Wietnamie i został odznaczony Military Cross w 1971. Pełnił funkcję gubernatora Zachodniej Australii w latach 1993–2000. W czerwcu 2003 został mianowany gubernatorem generalnym Australii (pierwszy australijski wojskowy na tym stanowisku), objął urząd w sierpniu tego samego roku.